# ヘルベルト・グレーネマイヤー
ヘルベルト・グレーネマイヤー（Herbert Grönemeyer, 本名：ヘルベルト・アルトゥーア・ヴィグレフ・クラモーア・グレーネマイヤー Herbert Arthur Wiglev Clamor Grönemeyer, 1956年4月12日 - ）は、ドイツのロック歌手。
ドイツでもっとも人気のある歌手の一人であり、発表したアルバムの多くがドイツのヒットチャート1位を獲得している。また俳優としても『U・ボート』などの映画に出演している。

## 経歴

### デビュー
3人兄弟の末っ子としてニーダーザクセン州ゲッティンゲンに出生。生後4か月の時に一家でノルトライン＝ヴェストファーレン州ボーフムに引っ越し、そこで育った。音楽好きな母方の親類の影響で8歳からピアノを習い始め、学校でも合唱団に加わっていた。
高校在学中に、俳優である友人とともにボーフムの劇場でピアノ演奏のアルバイトをして初めての稼ぎを得た。その劇場ではコレペティトールとしても働き、18歳の時初めて曲を作った。そこで演技の才能も見出され、舞台に立つようになった。演劇学校に通った経験はないものの、テレビドラマにも出演し始め、1977年には映画に初出演した。1978年、ジャズ・ロックバンドのリードボーカルとして、初めてのレコードを発表した。1979年には出演したテレビドラマで広く知られるようになり、またシュトゥットガルトの劇場で『ヴェニスの商人』の音楽を担当した。同年には初めてのソロアルバム『Grönemeyer』を発表したが、酷評された。
1981年には2枚目のアルバム『Zwo』を発表したが、これも興行的には失敗に終わった。しかし同年ウォルフガング・ペーターゼン監督の映画『U・ボート』に出演、世界的な大ヒットとなり俳優として注目された。翌年には東西ドイツの合作映画『哀愁のトロイメライ』でナスターシャ・キンスキーと共演、ロベルト・シューマンを演じて俳優業は順調だった。しかし彼がもっとも力を入れていた音楽活動では不遇が続き、この間アルバムを2枚出すもコンサートには客が入らず中止が相次ぎ、1983年にはついにレコード会社との契約を打ち切られた。

### シンガー・ソングライターとしての成功
1984年、EMIと契約して再起を期し、アルバム『4630 Bochum』を発表。大ヒットとなり、79週にわたってドイツのアルバム売上げチャート100位以内をキープした。当時マイケル・ジャクソンの『スリラー』が世界的大ヒットであったにもかかわらず、『4630 Bochum』はその年ドイツ国内でもっとも売れたアルバムとなった。このアルバムの中のシングル曲『Bochum』と『Männer』で流行歌手としての地位はゆるぎないものとなった。アルバム名は彼の故郷であるボーフムとその郵便番号（当時）から取られている。
1985年、映画『Väter und Söhne』でブルーノ・ガンツ、ジュリー・クリスティ、バート・ランカスターと共演。1986年に発表したアルバム『Sprünge』には当時のヘルムート・コール政権を風刺するような曲が収録されており、政治的立場の表明として注目された。同年、反核を訴えるロックフェスティバル「Anti-WAAhnsinns-Festival」に参加、2日間で10万人の聴衆を集めた。1988年にはアルバム『Ö』を発表。初めて英語詞の曲を収録し、初の海外ツアーとしてカナダ・ツアーを行った。1989年、ベルリンの壁崩壊に合わせてアルバム『Luxus』を発表。
1993年、アルバム『Chaos』を発表、これもヒットチャート1位を獲得。ツアーには60万人を動員した。1994年には非英語圏のアーティストとして初めてMTVの『MTVアンプラグド』に出演した。

### ヒットメーカー
1998年には家族とともにロンドンに移住したが、それ以後も音楽活動はドイツ語で続けている。同年アルバム『Bleibt alles anders』を発表、4週間足らずでプラチナ・ヒットとなった。ツアーには35万人を動員。しかしこの年11月に兄と妻が相次いで死去し、ショックのあまり1年にわたり音楽活動を休止した。
2000年、ハノーヴァー万国博覧会に合わせてオーケストラ用の曲を発表（万博自体は興行的に大失敗に終わった）。2002年、アルバム『Mensch』を発表。大ヒットとなり、同名のシングル曲でも初めてヒットチャート1位を獲得した。その年に始めたツアーは150万人を動員し、本来2003年7月に終了する予定だったが、2005年1月まで延長された。このツアーの様子を収めたDVDもその年の売上げ1位を記録。
2006年の2006 FIFAワールドカップ・ドイツ大会に合わせ、マリ共和国のデュオアマドウ・エ・マリアムとの合作でシングル『Zeit, dass sich was dreht』を発表。この曲も大ヒットとなり、彼にとって2度目のヒットチャート1位となった。6月9日のミュンヘン・アリアンツ・アレーナにおけるワールドカップ開会式でもこの曲をライブで披露した。彼自身も大のサッカー好きであり、この年10月に故郷ボーフムのチームであるVfLボーフムと特別メンバーとして契約し、会員番号4630を得た。これはアルバム『4630 Bochum』にかけた洒落である。『Bochum』はこのチームの応援歌にもなっている。
2007年にはアルバム『12』を発表。シングル曲『Lied 1 – Stück vom Himmel』は彼に3度目のヒットチャート1位をもたらしている。

## 社会奉仕活動
グレーネマイヤーは社会問題に関心が深く、1985年にはバンド・エイドにならってドイツのアーティストに呼びかけて「Band für Afrika」を結成、収益金をアフリカ支援に募金した。2005年にはボブ・ゲルドフの呼びかけに応じてドイツ国内で貧困対策キャンペーンを展開している。

## 私生活
1978年に出会った女優のアンナ・ヘンケルと交際、1993年1月20日に結婚。1987年と1989年に生まれた2子がいる。ヘンケルと1998年に死別後、2016年に再婚。2019年に1子をもうけている。
4歳上の兄に医学者・作家のディートリヒ・グレーネマイヤー (Dietrich Grönemeyer) がいる。
1993年以降、ベルリンのツェーレンドルフに家を持ち、またスペイン・マヨルカ島のソーリェルにも別邸を所有している。

## ディスコグラフィー
（アルバムのみ）
- 1979年 Grönemeyer
- 1980年 Zwo
- 1982年 Total egal

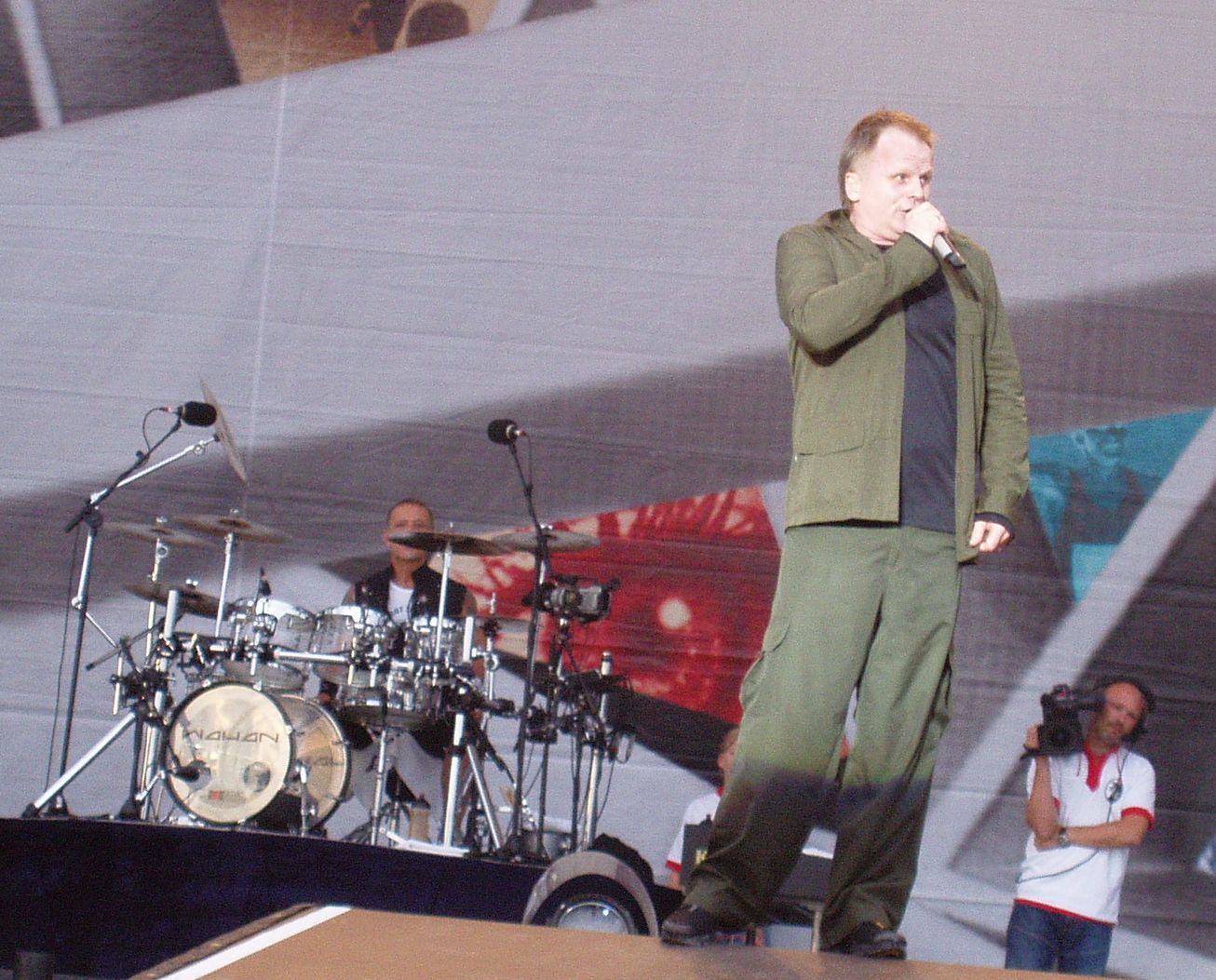
2004年、フライブルクでのコンサートにて

- 1983年 Gemischte Gefühle
- 1984年 4630 Bochum
- 1986年 Sprünge
- 1988年 Ö
- 1988年 What's All This
- 1990年 Luxus
- 1991年 Luxus（英語版）
- 1993年 Chaos
- 1994年 Cosmic Chaos
- 1995年 Unplugged
- 1995年 Live
- 1996年 Chaos（英語版）
- 1998年 Bleibt alles anders
- 2000年 Stand der Dinge
- 2002年 Mensch
- 2007年 12
- 2011年 Schiffsverkehr
- 2012年 I Walk
- 2014年 Dauernd jetzt
- 2016年 Live in Bochum
- 2018年 Tumult
- 2023年 Das ist los

## 出演映画
- 1976年 Die Geisel
- 1978年 Von Tag zu Tag
- 1978年 Uns reicht das nicht
- 1979年 Daheim unter Fremden
- 1981年 U・ボート
- 1982年 Doktor Faustus
- 1982年 哀愁のトロイメライ
- 1984年 Die ewigen Gefühle
- 1985年 Väter und Söhne
- 2007年 Control
- 2014年 誰よりも狙われた男 A Most Wanted Man